# Najpiękniejsze baśnie braci Grimm
Najpiękniejsze baśnie braci Grimm (niem. Sechs auf einen Streich lub Acht auf einen Streich) – seria filmów familijnych będących adaptacjami baśni braci Grimm oraz Hansa Christiana Andersena, wyprodukowane przez niemiecki kanał telewizyjny Das Erste.

## Filmy

### 2008 (1 sezon)
- Stoliczku, nakryj się (Tischlein deck dich) (WDR)  – reż. Ulrich König
- Król Drozdobrody (König Drosselbart) (
HR) – reż. Sibylle Tafel
- Pani Zamieć (Frau Holle) (RBB) – reż. Bodo Fürneisen
- O dzielnym krawczyku (Das tapfere Schneiderlein) (NDR) – reż. Christian Theede
- Braciszek i siostrzyczka (Brüderchen und Schwesterchen) (
MDR) – reż. Wolfgang Eißler
- Żabi król (Der Froschkönig) (SWR) – reż. Franziska Buch

### 2009 (2 sezon)
- Królewna Śnieżka (Schneewittchen) (BR) – reż: Thomas Freundner
- Roszpunka (Rapunzel) (RBB) – reż. Bodo Fürneisen
- Kot w butach (Der gestiefelte Kater) (NDR) – reż. Christian Theede
- Śpiąca królewna (Dornröschen) (SWR) – reż. Oliver Dieckmann
- Gęsiareczka (Die Gänsemagd) (HR) – reż. Sibylle Tafel
- Rumpelsztyk (Rumpelstilzchen) (WDR) – reż. Ulrich König
- Muzykanci z miasta Bremy (Die Bremer Stadtmusikanten) (Radio Bremen) – reż. Dirk Regel
- Królewska zagadka (Die kluge Bauerntochter) (MDR) – reż. Wolfgang Eißler

### 2010 (3 sezon)
- Błękitny ognik (Das blaue Licht) (HR) – reż. Carsten Fiebeler
- Księżniczka na ziarnku grochu (Die Prinzessin auf der Erbse) (RBB) – reż. Bodo Fürneisen
- Złodziej nad złodziejami (Der Meisterdieb) (NDR) – reż. Christian Theede
- Nowe szaty cesarza (Des Kaisers neue Kleider) (WDR) – reż. Hannu Salonen

### 2011 (4 sezon)
- Jorinde i Joringel (Jorinde und Joringel) (RBB) – reż. Bodo Fürneisen
- Kopciuszek (Aschenputtel) (WDR) – reż. Uwe Janson
- Gwiezdne dukaty (Die Sterntaler) (SWR) – reż. Maria von Heland
- Stańcowane pantofelki (Die zertanzten Schuhe) (MDR) – reż. Wolfgang Eißler

### 2012 (5 sezon)
- Czerwony Kapturek (Rotkäppchen) (2012) (HR) – reż. Sibylle Tafel
- Śnieżka i Różyczka (Schneeweißchen und Rosenrot) (MDR) – reż. Sebastian Grobler
- Jaś i Małgosia (Hänsel und Gretel) (RBB) – reż. Uwe Janson
- Wieloskórka (Allerleirauh) (NDR) – reż. Christian Theede

### 2013 (6 sezon)
- O rybaku i jego żonie (Vom Fischer und seiner Frau) (NDR) – reż. Christian Theede
- Dziewczynka z zapałkami  (RBB) – reż. Uwe Janson
- Mała Syrenka (Die kleine Meerjungfrau) (MDR) – reż. Irina Popow
- Diabeł z trzema złotymi włosami (Der Teufel mit den drei goldenen Haaren) (SWR/HR) – reż. Maria von Heland

### 2014 (7 sezon)
- Piękna i książę (Siebenschön) (HR/SWR) – reź. Carsten Fiebeler
- Sześciu zawsze sobie radę da (Sechse kommen durch die ganze Welt) (RBB/SR) – reż. Uwe Janson
- Trzy piórka (Die drei Federn) (BR) – reż. Su Turhan
- Bajka o tym, co wyruszył, by nauczyć się bać (Von einem, der auszog, das Fürchten zu lernen) (Radio Bremem) – reż. Tobias Wiemann

### 2015 (8 sezon)
- O soli cenniejszej niż złoto (Die Salzprinzessin) (WDR) – reż. Zoltan Spirandelli
- Dziadek do orzechów i mysi król (Nussknacker und Mausekönig) (MDR/Radio Bremen) – reż. Frank Stoye
- Księżniczka Maleen (Prinzessin Maleen) (BR) – reż. Matthias Steurer
- Niedźwiedzia skóra (Der Prinz im Bärenfell) (RBB/SR) – reż. Bodo Fürneisen

### 2016 (9 sezon)
- Błękitny książę i wróżka Lupina (Prinz Himmelblau und Fee Lupine) (Radio Bremen/MDR/NDR) – reż. Markus Dietrich
- Grające drzewko (Das singende, klingende Bäumchen) (RBB/SR) – reż. Wolfgang Eißler
- Kraina obfitości (Das Märchen vom Schlaraffenland) (HR) – reż. Carsten Fiebeler
- Szczęście Hansa (Hans im Glück) (NDR) – reż. Christian Theede

### 2017 (10 sezon)
- Woda życia (Das Wasser des Lebens) (WDR) – reż. Alexander Wiedl
- Świniopas (Der Schweinehirt) (RBB) – reż. Carsten Fiebeler

### 2018 (11 sezon)
- Deszczowa Pani (Das Märchen von der Regentrude) (NDR) – reż. Klaus Knoesel
- Kalosze szczęścia (Die Galoschen des Glücks) (RBB) – reż. Friederike Jehn

### 2019 (12 sezon)
- Królewskie dzieci (Die drei Königskinder) (SWR) – reż. Frank Stoye
- Królowa dwunastu miesięcy(Das Märchen von den zwölf Monaten) (Radio Bremen/MDR/RBB) – reż. Frauke Thielecke

### 2020 (13 sezon)
- O Jasiu mocarzu (Der starke Hans) (BR) – reż. Matthias Steuer
- O złotym talarze (Das Märchen vom goldenen Taler) (RBB/Radio Bremen) – reż. Cüneyt Kaya
- Prawdziwa narzeczona (Helene, die wahre Braut) (WDR) – reż. Zoltan Spirandelli

### 2021 (14 sezon)
- Duch w butelce (Der Geist im Glas) (Radio Bremen/MDR/HR) – reż. Markus Dietrich

### 2022 (15 sezon)
- Dwie siostry i pies (Zitterinchen) (MDR/HR/Radio Bremen) – reż. Luise Brinkmnann
- Księżniczka i gąski (Die Gänseprinzessin) (SWR) – reż. Frank Stoye

### 2023 (16 sezon)
- Oszukana księżniczka (Die verkaufte Prinzessin) (RBB) – reż. Matthias Steurer
- Czarodziejski flet (Das Märchen von der Zauberflöte) (WDR) – reż. Marvin Litwak

### 2024 (17 sezon)
- (Das Märchen von der silberen Brücke) (RBB)